# Wikipedia Scanner
Wikipedia Scanner (abrégé WikiScanner) était un service en ligne permettant d'interroger une base de données publique faisant le lien entre des millions de modifications anonymes sur Wikipédia et des organisations susceptibles d’être à l’origine de ces modifications. L'origine de l'auteur d'une modification était déterminée grâce à la propriété des adresses IP.  
Cet outil a été mis au point par Virgil Griffith, un hacker américain, et disponible à partir du 14 août 2007. Depuis 2011, le site n'est plus accessible. En décembre 2012, un groupe de recherche de la Fondazione Bruno Kessler (it) a lancé un clone open-source de WikiScanner, appelé WikiWatchdog.
L’agence de presse américaine Associated Press a rapporté que Griffith a affirmé vouloir « créer de petits désastres dans les relations publiques parmi les entreprises et les organisations [qu'il] n’aime pas »,. Dans la FAQ de WikiScanner, Griffith a affirmé :
« Dans l’ensemble, Wikipédia fonctionne bien, surtout pour les sujets peu discutables. Pour les thèmes étant sujets à discussion, il est possible de rendre Wikipédia plus fiable à l’aide de techniques comme WikiScanner. »
— 
et
« En général, pour les projets de type "ouvert", je préfère nettement laisser aux gens la possibilité de rester anonyme et d’avoir à effectuer diverses analyses techniques pour lutter contre le vandalisme et la désinformation. »
— 
Griffith a également précisé qu'il n'a jamais travaillé pour la fondation Wikimedia et que le but de son travail n'est « absolument pas commercial »,.

## Description technique
Selon la FAQ officielle de WikiScanner, la base de données de l’outil contient 34 417 493 modifications anonymes ayant été effectuées entre le 7 février 2002 et le 4 août 2007. Griffith a affirmé que cette base de données a été obtenue en filtrant la totalité de la base de données publique de Wikipédia (dont des sauvegardes sont mises à disposition chaque mois) pour ne conserver que les modifications anonymes. Il a également ajouté avoir utilisé la base de données ip2location qui « possède 2 668 095 organisations différentes [qu'il] utilise pour faire le lien entre les adresses IP et le nom des organisations. Parmi toutes ces organisations, 187 529 ont déjà modifié Wikipédia de façon anonyme. »
L’outil ne permet pas de savoir si les modifications ont été faites par des utilisateurs ayant l’autorisation de se servir des ordinateurs de l’organisation, par des intrus n’ayant aucune autorisation ou encore par des utilisateurs quelconques qui se seraient servis d’ordinateurs que l’organisation laisse en libre accès. Au sujet des modifications effectuées à partir d’ordinateurs du Vatican, la BBC a cité l’expert en informatique Kevin Curran qui a affirmé qu’il est « difficile de savoir si la personne était un employé ou si le réseau du Vatican a été piraté et qu’il y ait eu une usurpation d'adresse IP ». À ce sujet, la FAQ du WikiScanner indique que « [t]echniquement, nous ne savons pas si (la modification) provient d’un agent de l’entreprise ; cependant nous savons bel et bien que la modification a été faite par une personne ayant eu accès à leur réseau ». La FAQ poursuit en affirmant qu’ « il est tout à fait concevable » que ces modifications aient été réalisées par un employé ou un invité de l'organisation, bien qu'il n’y ait aucune garantie permettant de savoir si la modification a vraiment été faite par l'un de ces derniers ou bien par un intrus. La probabilité de cette dernière possibilité dépend du niveau de mesure de sécurité qu'a pris l'organisme pour son réseau.

## Réactions des médias

### Aux États-Unis
Selon Wired magazine, qui a révélé WikiScanner, la plupart des modifications sont « plutôt pacifiques »,. Wired a appelé les internautes à élire « les modifications de Wikipédia les plus honteuses », ce qui a eu pour conséquence l’apparition de nombreuses affaires dans les médias au sujet d’organisations précises, comme Al Jazeera, Fox News Channel et la CIA, qui ont modifié des articles de Wikipédia de façon potentiellement discutable.
Selon la BBC, WikiScanner a permis de révéler que certaines des modifications apportées à Wikipédia proviennent d’ordinateurs appartenant au Democratic Congressional Campaign Committee, à la CIA, au Vatican et à l’entreprise Diebold. Le quotidien britannique The Times a également informé qu'une même adresse internet de la BBC a effectué plus de 7 000 changements, dont l’un a consisté à changer le deuxième prénom de George W. Bush pour dire que le W signifiait wanker (traduisible par branleur). En conséquence, Pete Clifton, le directeur du département des informations interactives de la BBC, a reconnu sur un blogue les erreurs ayant été commises. Clifton a affirmé : « Certes, certains des exemples ne sont pas très corrects, mais pour chacune des modifications houleuses, il y a en contrepartie de très très nombreuses contributions sérieuses apportées par des gens de la BBC qui ont développé les informations présentes ou changé des détails de façon honnête. L'analyseur permet de tirer le même genre de conclusions pour un grand nombre d'autres organisations médiatiques »,.
L’Associated Press a également indiqué que l’Église de scientologie possède des ordinateurs qui ont servi à effacer la partie « critique » de l’article (en) de Wikipédia en anglais. L’American Press a aussi reconnu que des modifications anonymes ont été faites depuis certains de leurs ordinateurs, même si elle s’est gardée de dire en quoi consistent ces changements. Wired.com a affirmé que le bureau de l’ancien sénateur républicain Conrad Burns a également apporté sa « contribution » à des passages le critiquant.
Le Parti républicain américain intervient aussi dans ces modifications polémiques. En effet, on attribue à un de ses membres la modification du terme « armée d'occupation » (désignant les troupes en Irak) par le terme « armée de libération ».

### En France
En France, le même problème de tentative de manipulation de Wikipédia existe et de nombreux médias s'en sont fait l'écho.
Ainsi un blogueur de l'Observatoire des médias, repris par différents journaux en ligne a relevé certaines interventions,, :
- Une personne au Minefi retire la critique faite sur les pôles de compétitivité en France et efface tout un paragraphe sur l’appartement de fonction de Jean-François Copé.
- Une personne au ministère de l’éducation nationale retouche le paragraphe sur l'affaire judiciaire de Xavier Darcos.
- Une personne de TF1 retire une polémique sur le site web de sa filiale JET
- Un employé d’Air France écrit que l'idée d'une fusion avec Alitalia est abandonnée, ce qui est faux.
- Une personne des Aéroports de Paris remplace « ADP et les nuisances aériennes » par « ADP et l’environnement » et efface les retards de construction.
- Un employé de la mairie de Levallois-Perret efface les condamnations de son maire Patrick Balkany et supprime la référence au canular téléphonique des Yes Men, lors duquel il avait affirmé que « les pauvres vivaient très bien ». Levallois est l’organisation qui manipule le plus Wikipédia avec plus de cent modifications concernant la ville et son maire.
- Un employé de la mairie de Marseille efface les mauvais résultats électoraux de Renaud Muselier ainsi que le soutien du Front National à Jean-Claude Gaudin.
- Un employé de la mairie d’Asnières efface le lien vers l’Association de Défense des Contribuables Asniérois.
- Un employé de la mairie de Mantes-la-Jolie, sur la version en anglais, semble gêné par la principale religion des habitants de sa commune.
- Un employé du conseil général de l’Hérault efface les propos de Georges Frêche, notamment lorsqu'il dit espérer que Benoit XVI « sera meilleur que l'autre abruti », en parlant de Jean-Paul II.
- La Communauté Urbaine de Strasbourg efface la division de l'équipe municipale de Fabienne Keller.

## Réaction de la Wikimedia Foundation
Jimmy Wales, qui a joué un rôle primordial dans le lancement de Wikipédia, a fait part d’un certain enthousiasme à propos de WikiScanner. « C’est génial – je l’adore [...] il augmente le niveau de transparence sur ce qui se passe sur Wikipédia [...] [Wikipedia Scanner] utilise les informations que nous avions choisi de rendre publiques à tout jamais, en espérant qu'un outil comme celui-là sortirait. », Selon d'autres dires, Jimmy Wales a également affirmé : « Wikipedia Scanner est fabuleux et je le soutiens fortement ».
Florence Devouard, ancienne présidente de la Wikimedia Foundation de 2006 à 2008 est également très enthousiaste quand elle parle de WikiScanner. Dans une interview, elle se réjouit de l'existence de ce programme, qu'elle qualifie « d'outil formidable utile pour essayer de traquer des manipulations par des groupes de pression ». Elle pense qu'il permettra d'améliorer la fiabilité de Wikipédia et va demander à ce qu'il soit traduit dans les autres langues pour qu'il puisse fonctionner sur toutes ses versions.

### Traductions
1. ↑  « to create minor public relations disasters for companies and organizations I dislike »
2. ↑  « Overall--especially for non-controversial topics--Wikipedia already works. For controversial topics, Wikipedia can be made more reliable through techniques like [WikiScanner]. »
3. ↑  « For any sort of "open" project, I strongly prefer allowing people to remain anonymous while also doing various back-end analyses to counteract vandalism and disinformation. »
4. ↑  « 100 % noncommercial »
5. ↑  « fairly innocuous »
6. ↑  « Some of the examples are pretty unedifying, but for every dodgy one there are many, many more uncontroversial edits where people at the BBC have added information or changed a detail in good faith. The scanner also shows the same kind of results for a wide variety of other media organisations. »
7. ↑  « It's awesome -- I love it [...] It brings an additional level of transparency to what's going on at Wikipedia [...] [Wikipedia Scanner] uses information we've been making publicly available forever, hoping someone would do something like this. »